# Amélia Calumbo Quinta
Amélia Calumbo Quinta foi uma política angolana. Filiada ao Movimento Popular de Libertação de Angola (MPLA), foi deputada de Angola pelo Círculo Eleitoral Nacional desde 28 de setembro de 2017 até ao seu falecimento em 2 de março de 2023 por doença.
Quinta licenciou-se em psicologia. Trabalhou na Organização da Mulher Angolana (OMA), sendo sua secretária municipal em Cuemba, coordenadora e secretária provincial em Bié.